# 褚棟
褚棟（1543年—？），字伯隆，號近涯，直隸常州府武進縣民籍宜興縣人，明朝政治人物。

## 生平
嘉靖四十年（1561年）辛酉科應天府鄉試第八十一名。萬曆二年（1574年）甲戌科会试第二百名，未殿试，八年（1580年）庚辰科第三甲第四十名進士。大理寺觀政，同年任福建龍溪縣知縣。十一年调任临安县，十五年致仕。

## 家族
曾祖父褚鏞；祖父褚圭（褚珪），曾任壽官；父親褚京，曾任省祭官。母秦氏。永感下。兄楷、弟梁，從弟褚國祥（同科進士）、褚國榮、褚國賢（贡士）。